# Împăratul Guangxu
Împăratul erei Guangxu  (împăratul Kuang-Hsu), (n. 14 august 1871, Xicheng District⁠(d), Beijing, Dinastia Ming – d. 14 noiembrie 1908, Xichang'anjie Subdistrict⁠(d), Beijing, Dinastia Ming) născut Aisin-Gioro Zaitian (Aisin-Gioro Tsai-tien ), a fost al unsprezecelea împărat al dinastiei Qing, și al nouălea împărat Qing ce a domnit peste China propriu-zisă. A domnit între 1875 și 1908, dar de facto el a condus sub influența Împărătesei văduve Cixi, domnind în nume propriu doar între anii 1889-1898. El a inițiat "Reforma celor o sută de zile", dar a fost brusc oprit, când Cixi a lansat o lovitură de stat în 1898, după care a fost pus sub arest la domiciliu până la moartea sa. Numele lui de domnie înseamnă "succesiune glorioasă".

## Genealogie
Părinți
- Tată: Yixuan, Prințul Chunxian de Rang Intâi
- Mamă: Prințesa Consoartă Chunxian din clanul Yehe Nara, nume personal Wanzhen

Consoarte și urmași:
- Împărăteasa Xiaodingjing din clanul Yehe Nara  (孝定景皇后 葉赫那拉氏; 28 Ianuarie 1868 – 22 Februarie 1913), nume personal Jingfen (靜芬)
- Consoarta Nobilă Imperială Wenjing din clanul Tatara  (溫靖皇貴妃 他他拉氏; 6 Octobrie 1873 – 24 Septembrie 1924)
- Consoartă Nobilă Imperială Keshun din clanul Tatara (恪順皇貴妃 他他拉氏; 27 Februarie1876 – 15 August 1900)

## Ascensiunea la tron și educația
Zaitian a fost al doilea fiu al lui Yixuan, Prinț Chun și al soției principale, Yehenara Wanzhen, o soră mai mică a împărătesi Cixi. La 12 ianuarie 1875, vărul lui Zaitian, împăratul Tongzhi, a murit fără să aibă un fiu. Împărăteasa Ci'an a sugerat întonarea unui dintre fiii Prințului Yixin ca viitor împărat, însă a fost respinsă de Cixi.  În schimb, rupând convenția imperială care cerea ca noul împărat să fie întotdeauna de o generație după cea a împăratului anterior, Cixi l-a nominalizat pe nepotul ei și familia imperială a fost de acord cu alegerea ei.
Zaitian a fost numit moștenitor și succesor al unchiului său, împăratul Xianfeng, în loc de vărul și predecesorul său, împăratul Tongzhi. A urcat pe tron la vârsta de patru ani și a folosit ca nume regal "Guangxu". A fost adoptat de împărăteasa văduvă Cixi ca fiu al ei. Cixi a rămas regentă sub numele de "Sfânta Împărăteasă Mamă".
Începând din anul 1876, împăratul Guangxu a fost educat de către Weng Tonghe, care a fost, de asemenea, implicat în educarea dezastruosă a lui Tongzhi, totuși, a reușit cumva să fie exonerat de toate acuzațiile. Weng ar fi insuflat în împărat pietatea filială față de împărătesele văduve Cixi și Ci'an.
În 1881, când Guangxu avea nouă ani, împărăteasa Ci'an a murit pe neașteptate, lăsând-o pe Cixi ca singura regentă. Totuși, Cixi suferea de multă vreme de probleme de sănătate. Între timp, eunicii imperiali au abuzat adesea de influența lor asupra băiatului-împărat.
În 1887, împăratul Guangxu ar fi fost destul de mare pentru a începe să domnească în nume propriu. Cu toate acestea, în anul anterior, mai mulți curteni, printre care Prințul Chun și Weng Tonghe, au cerut împărătesei văduve să-și amâne retragerea de la regență. În februarie 1889, în pregătire pentru retragerea împărătesei Cixi, Guangxu a fost căsătorit. Ca împărăteasă, spre neplăcerea împăratului, Cixi a ales-o pe o nepoată a ei, verișoara lui Guangxu, Jingfen, care a devenit împărăteasa Longyu. De asemenea, ea a selectat două concubine, surori, care să devină consoartele Jin și Zhen. În săptămâna următoare după nuntă, Cixi s-a retras de la regență.

## Domnie
Chiar și după ce Guangxu și-a început oficial domnia, împărăteasa Cixi a continuat să influențeze deciziile și acțiunile sale, în ciuda faptului că locuia mai multe luni ale anului la Palatul de Vară. Weng Tonghe a relatat că în timp ce împăratul participa la afacerilor de stat de zi cu zi, în cazurile mai dificile, Guangxu și Marele Consiliu cereau sfatul împărăteasei. De fapt, împăratul se ducea des la palatul de vară pentru a-și prezenta omagiile mătușei sale și pentru a discuta despre afacerile de stat cu ea.
În 1891, sub presiunea misiunilor diplomatice străine și ca răspuns la revoltele din valea râului Yangtze, Guangxu a emis un edict prin care creștinii erau sub protecție imperială.
În 1892, el a încercat să pună în aplicare o serie de măsuri draconice, în scopul de a reduce cheltuielile Departamentul de uz casnic Imperial, care s-a dovedit a fi una dintre puținele sale succese administrative.  Dar, a fost doar o victorie parțială, el a trebuit să aprobe cheltuieli mai mari decât i-ar fi plăcut, în scopul de a satisface nevoile împărătesei văduve.
În 1894 a izbucnit Primul Război Sino-Japonez. În timpul războiului, în ciuda faptului că era împărat, Guangxu a fost evitat de multe ori de curteni, care în schimb mergeau la împărăteasa văduvă. În cele din urmă, Marele Consiliu crea două seturi de memorii, una pentru împărat și alta pentru Cixi, o practică care va continua până în toamna anului 1898. După înfrângerea umilitoare a Chinei și după ce a fost obligat să fie de acord cu termenii Tratatului de la Shimonoseki, Guangxu și-a exprimat dorința de a abdica.
În urma războiului, Guangxu a ajuns să creadă că învățând de la monarhiile constituționale, cum ar fi Japonia, China va deveni mai puternică din punct de vedere politic și economic. În iunie 1898, Guangxu a început "Reforma celor o sută de zile", care vizează o serie de schimbări politice, juridice și sociale. Pentru o perioadă scurtă de timp, după retragerea împărătesei Cixi, Guangxu a emis edicte pentru ample reforme de modernizare cu ajutorul mai multor miniștri progresivi, cum ar fi Kang Youwei și Liang Qichao.